# Ochthebius celatus
Ochthebius celatus är en skalbaggsart som beskrevs av Manfred A. Jäch 1989. Ochthebius celatus ingår i släktet Ochthebius och familjen vattenbrynsbaggar. Inga underarter finns listade i Catalogue of Life.